# Sin-Itiro Tomonaga
Sin-Itiro Tomonaga o Shinichirō Tomonaga (japonès: 朝永 振一郎, Tomonaga Shin'ichirō) (Tòquio, Japó 1906 - íd. 1979) fou un físic japonès guardonat amb el Premi Nobel de Física de 1965 juntament amb Richard Feynman i Julian Schwinger pel seu treball en electrodinàmica quàntica.

## Biografia
Va néixer el 31 de març de 1906 a la ciutat japonesa de Tòquio fill del filòsof Sanjūrō Tomonaga. El 1926 aconseguí ingressar a la Universitat Imperial de Kyoto per estudiar física, tenint com a professor el guanyador del Premi Nobel Hideki Yukawa.

### Recerca científica
Després de llicenciar-se treballà en el grup d'investigació de Yoshio Nishina, i mentre assistí a la Universitat de Leipzig col·laborà amb Werner Heisenberg. A l'inici de la participació del Japó en la Segona Guerra Mundial Tomonaga retornà al seu país, però va aconseguir poder realitzar la seva tesi doctoral continuant els seus treballs sobre els materials nuclears que havia iniciat al costat de Heisenberg.
Posteriorment fou nomenat professor a la Universitat d'Educació de Tòquio, estudiant el magnetró i la teoria del mesó establerta per Yukawa. El 1948 aplicà la seva teoria del supertemps en l'electrodinàmica quàntica i va descobrir la renormalització, simultàniament al físic nord-americà Julian Schwinger. El 1949 Robert Oppenheimer el convidà a participar en les seves investigacions a la Universitat de Princeton.
L'any següent retornà al seu país on va proposar el que actualment es coneix com a líquid de Tomonaga-Luttinger. El 1965 fou guardonat amb el Premi Nobel de Física, al costat de Julian Schwinger i Richard Feynman, pels seus treballs fonamentals en electrodinàmica quàntica. En 1976 va rebre Gran Cordó de l'Orde del Sol Naixent.
Tomonaga morí a la ciutat de Tòquio el 8 de juliol de 1979.　